# 哈台族
哈台族（ハータイズゥ）は台湾（中華民国）好きを表す言葉である。「哈日族」の発生に影響を受け、1997年に日本でも使われ始めたとされる。
1997年に千葉県在住の哈台族＠元祖（本名：川上さとし）により使用されたのが現段階で確認される最も古い使用例であると言われている。2000年頃からは一般の認知度も高まり、インターネット上に各種の哈台族のコミュニティーが形成されるようになった。なお、なぜ日本語ではなくわざわざ中国語にしているのかは不明。
1980年代までは台湾を訪れる観光客は男性が圧倒的多数を占めており、売春を目的とする団体旅行先というイメージが強かったが，1990年代後半より女性を中心に中国茶等の台湾の文化を追求する旅行形態が流行し始めた。また渡辺満里奈による『満里奈の旅ぶくれ―たわわ台湾』が2003年4月に発売され茶藝館文化が紹介されたことで、女性が牽引役となっての台湾文化散を追求する哈台族が出現した。これを契機として台湾文化に興味を持つ日本人が増加した。
また李登輝による『台湾の主張』や小林よしのりの台湾論等の出版物を通して台湾の政治的な主張が広く紹介されたことで、「親日国」とされる台湾のイメージに加え、反中運動の一環として「日本は積極的に台湾独立運動を支援して中華人民共和国にダメージを与えるべき」と言う言論も1990年代後半からネット上で出現するようになり、政治的な主張を掲げる哈台族も存在している。
台湾で使用される哈日族は日本文化に対して興味を有する人間を指すことが多い事に対し、日本で使用される哈台族は中国茶や布袋戯、音楽、ドラマ、映画、アイドルという文化的な分野のみならず、一つの中国政策に反対する政治的な目的を持った台湾独立派が使用する例も見られ、非常に広義での「台湾好き」を表す言葉であることが特徴である。

## リンク
- 哈台族＠元祖の台湾中国語＆漢字よもや話し（川上のブログ、2008年1月より未更新）